# Mario de Sárraga
Mario de Sárraga (Oviedo, 22 augustus 1980) is een Spaanse wielrenner die sinds 2005 actief is in het profcircuit. Mario heeft tot nu toe nog geen overwinning behaald in zijn carrière.

## Overwinningen
geen

## Resultaten in voornaamste wedstrijden
| Jaar | Ronde van Italië | Ronde van Frankrijk | Ronde van Spanje |
| ---- | ---------------- | ------------------- | ---------------- |
| 2006 |                  |                     | 102e             |